# Бюссьер, Гастон
Гастон Бюссьер (фр. Gaston Bussière; 24 апреля 1862, Кюизри — 29 октября 1928 или 1929, Сольё) — французский художник-символист, иллюстратор.

## Биография
Бюссьер учился в Художественной академии изящных искусств (l’Académie des Beaux-Arts) в Лионе прежде чем поступить в Национальную высшую школу изящных искусств Парижа. Среди его преподавателей были Александр Кабанель и Пьер Сесиль Пюви де Шаванн. В 1884 году Бюссьер выиграл приз Башкирцевой.
Бюссьер дружил с художником Гюставом Моро, находил вдохновение в произведениях Гектора Берлиоза (La Damnation de Faust), Уильяма Шекспира и Рихарда Вагнера. Бюссьер пользовался популярностью как иллюстратор, рисовавший для многих писателей: Оноре де Бальзака («Блеск и нищета куртизанок», 1897), Теофиля Готье («Эмали и камеи»), Оскара Уайльда («Саломея»), Гюстава Флобера.
Благодаря Жозефу Пеладану полотна Бюссельера выставлялись два года в «Салоне Розы+Креста». Многие его работы ныне представлены в музее Макона.

## Галерея

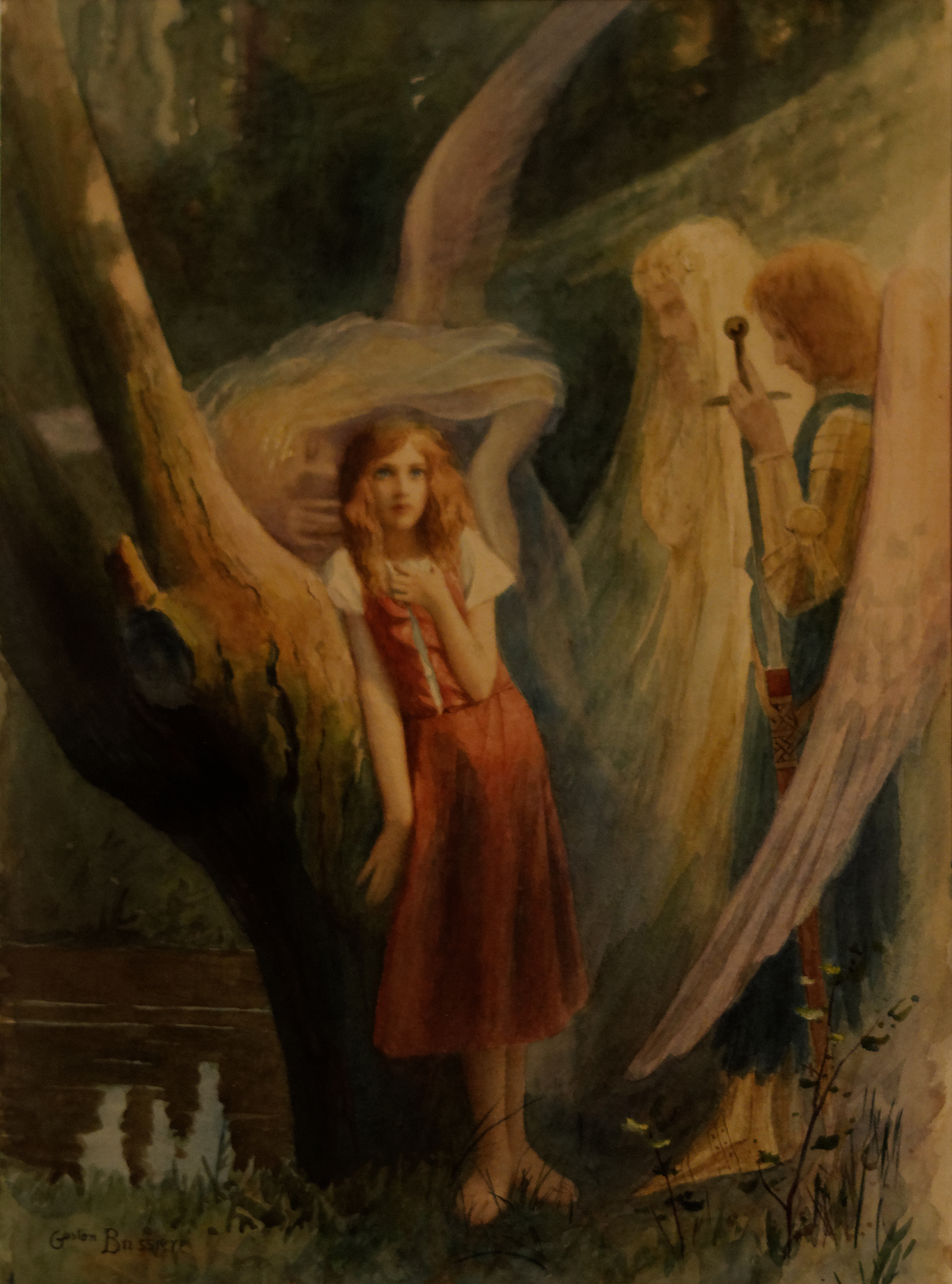
Жанна д'Арк, Предопределение
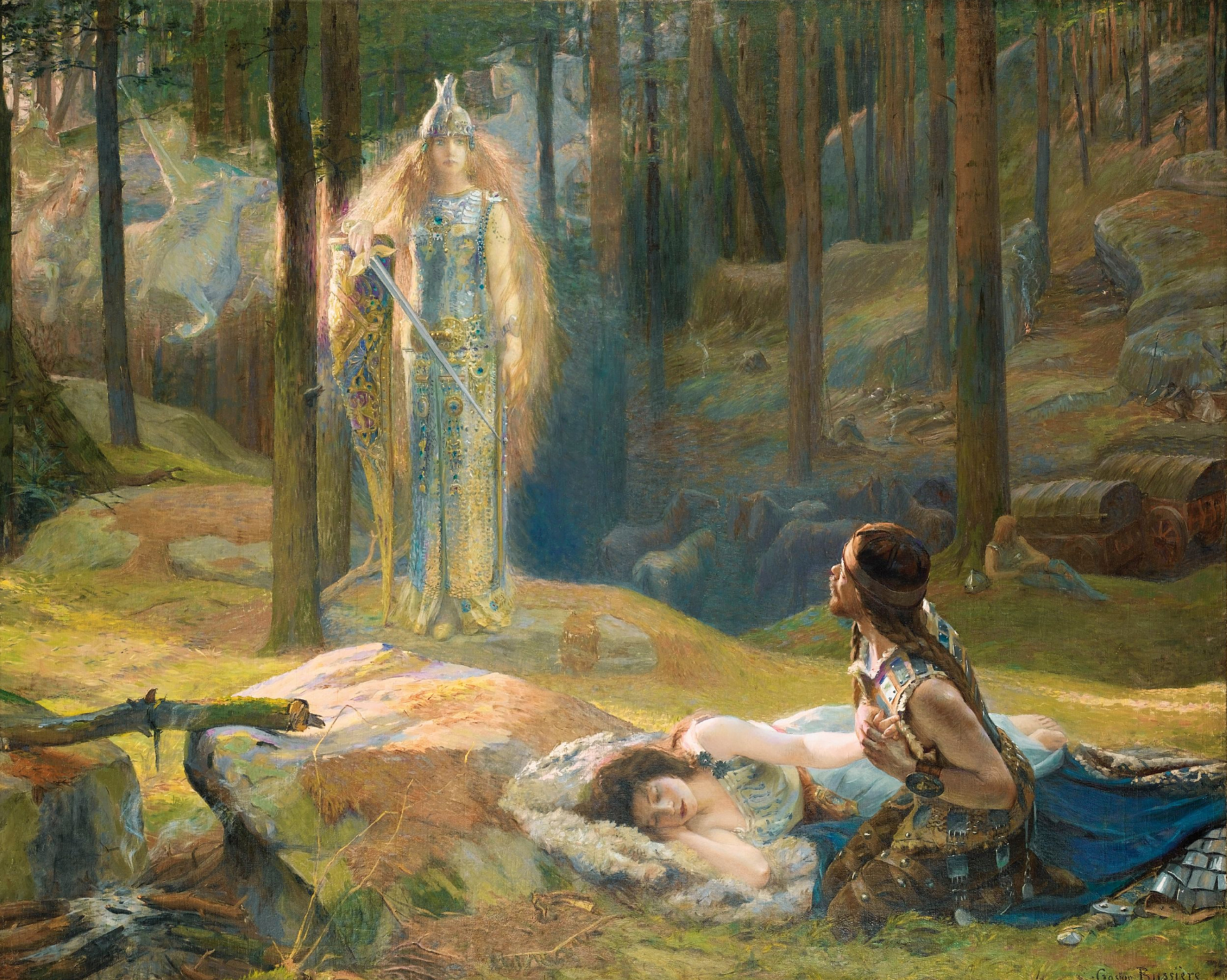
Откровение (Брунгильда обнаруживает Зиглинду и Зигмунда), 1894
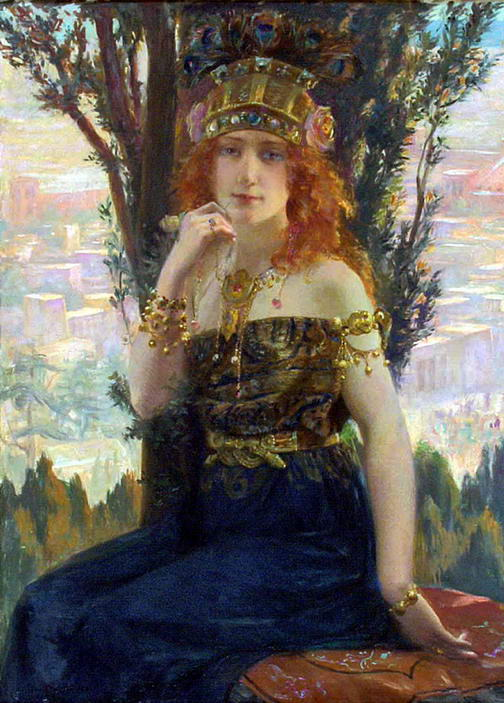
Елена Троянская (1895)
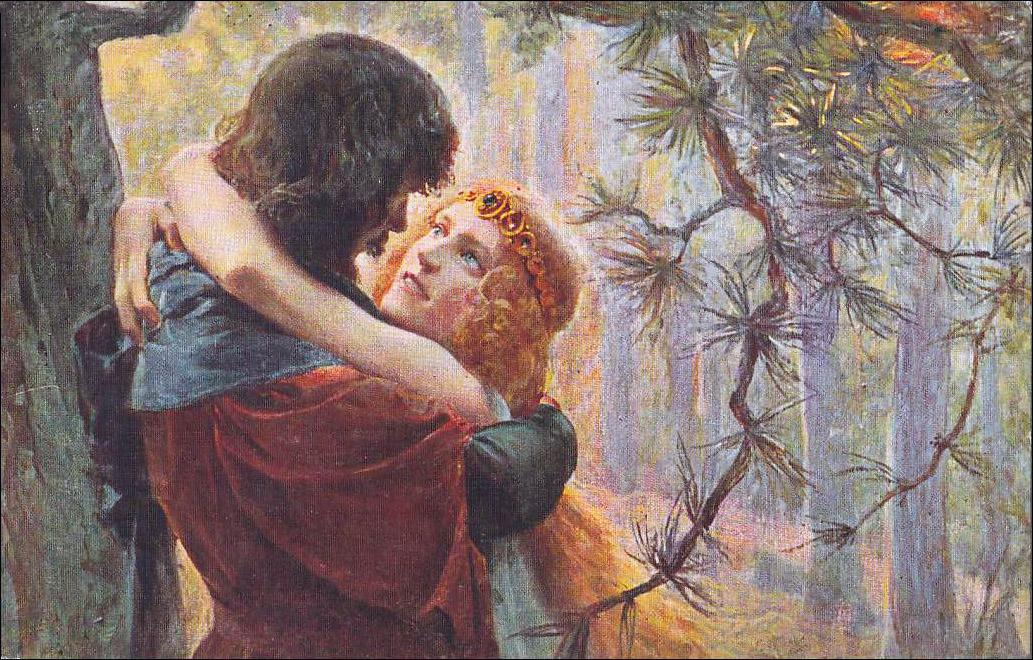
Тристан и Изольда (ок. 1895)
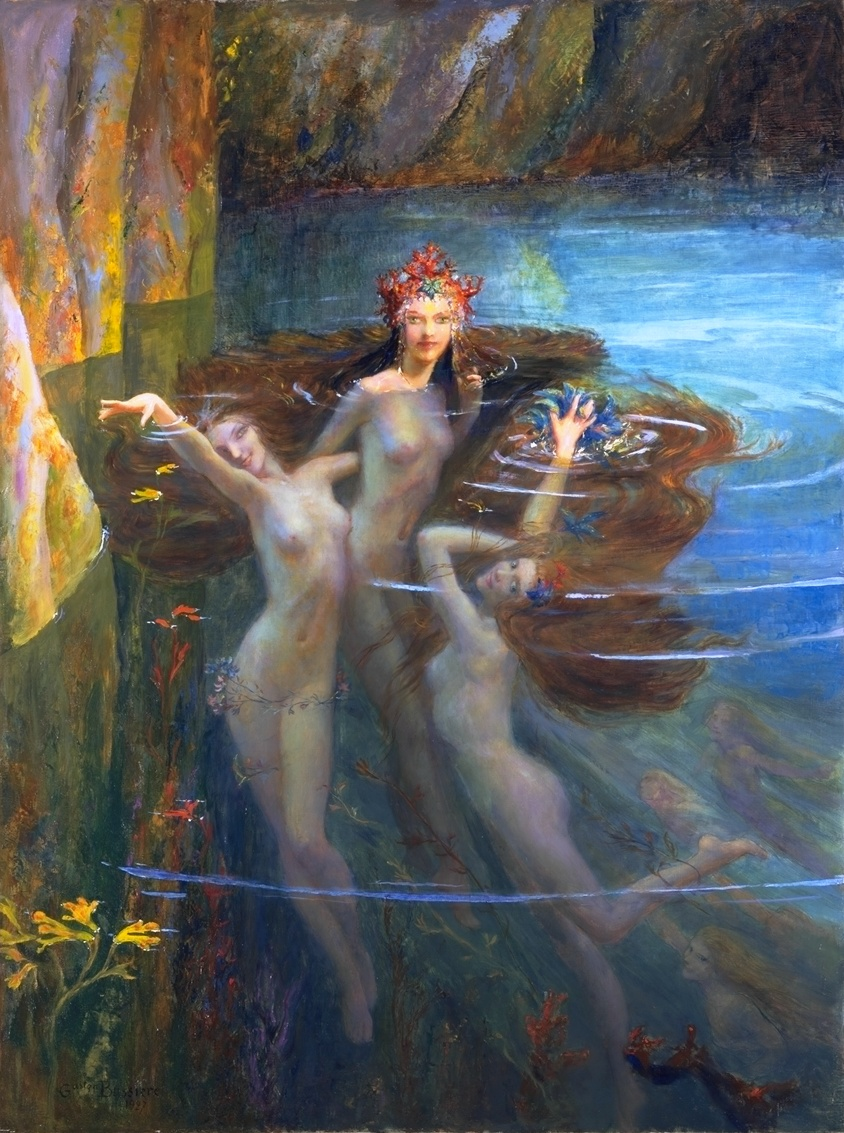
Нереиды (1902)
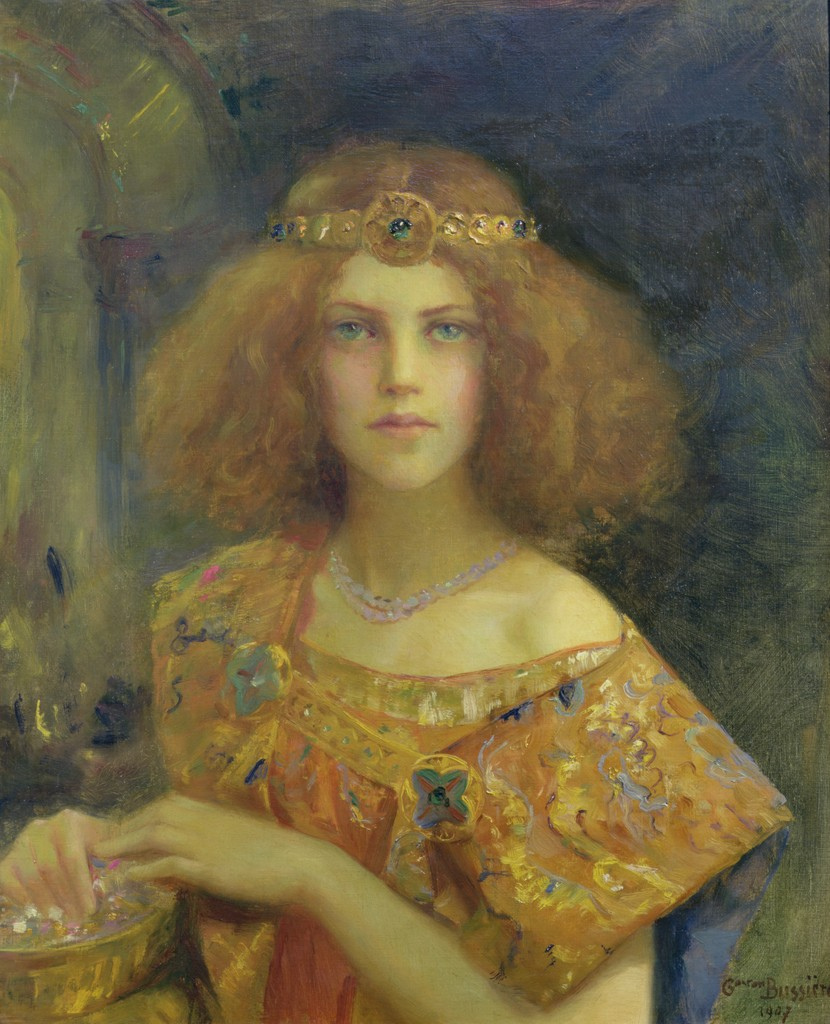
Саламбо (1907)
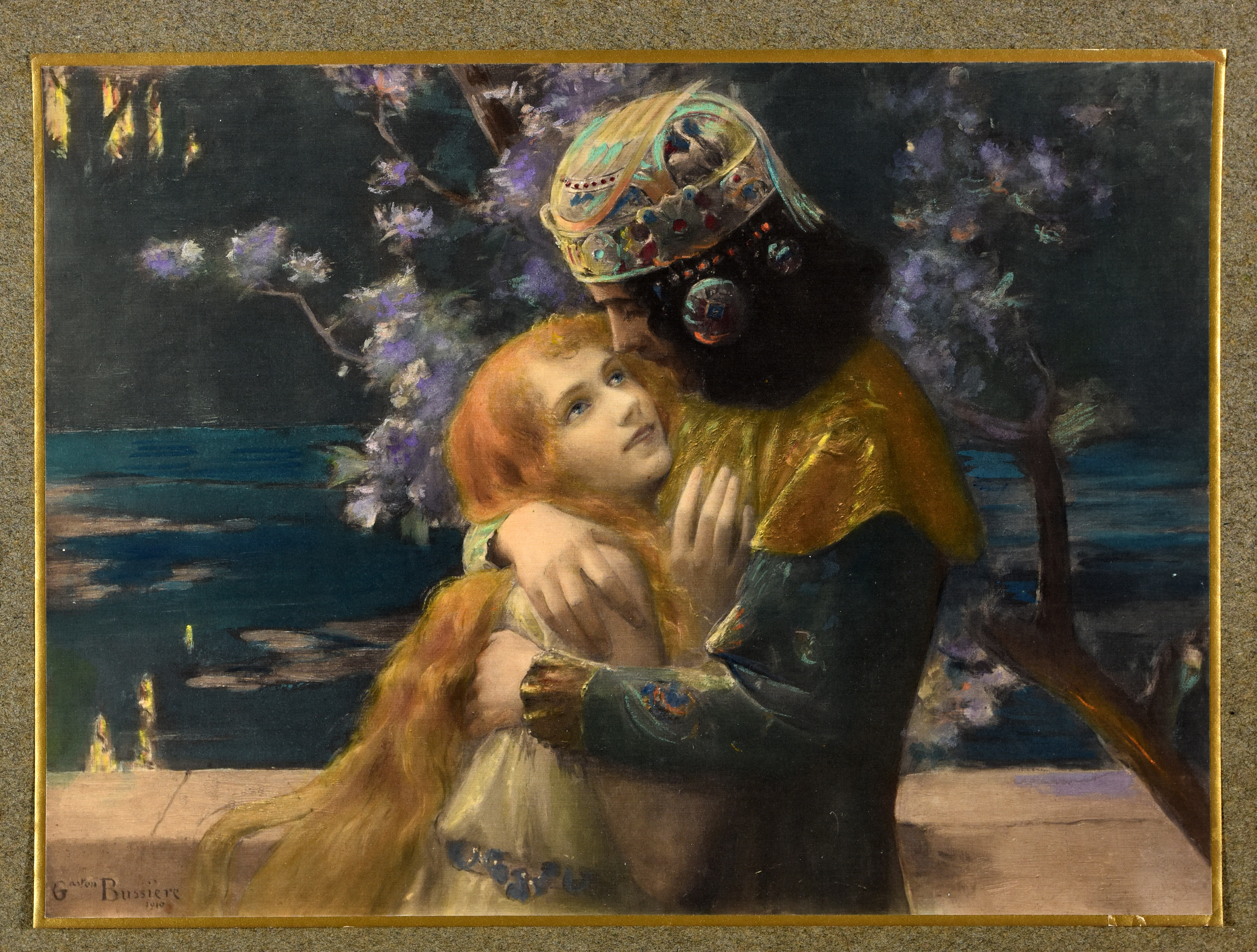
Эльза и Лоэнгрин (1910)
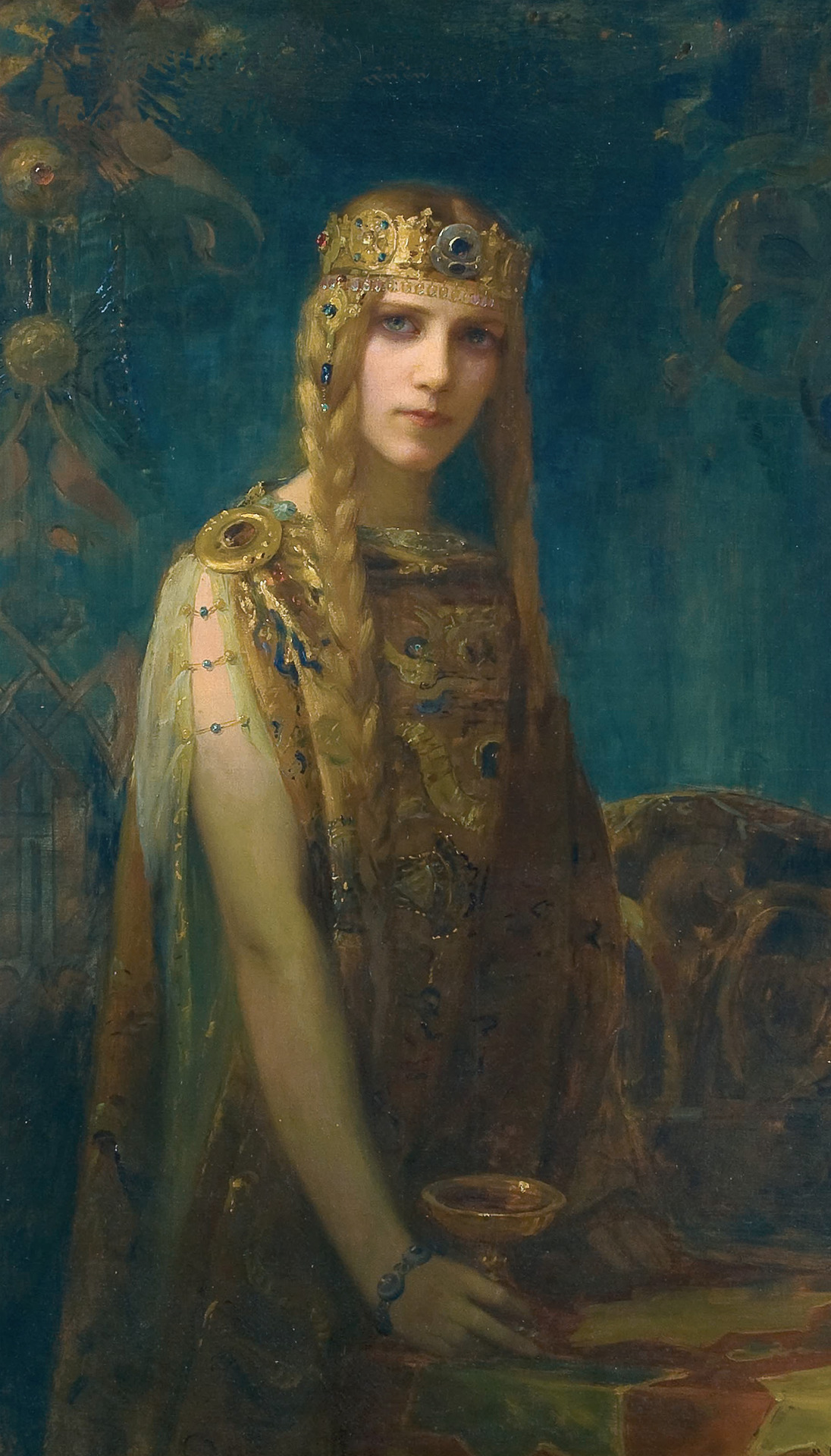
Кельтская принцесса Изольда (1911)
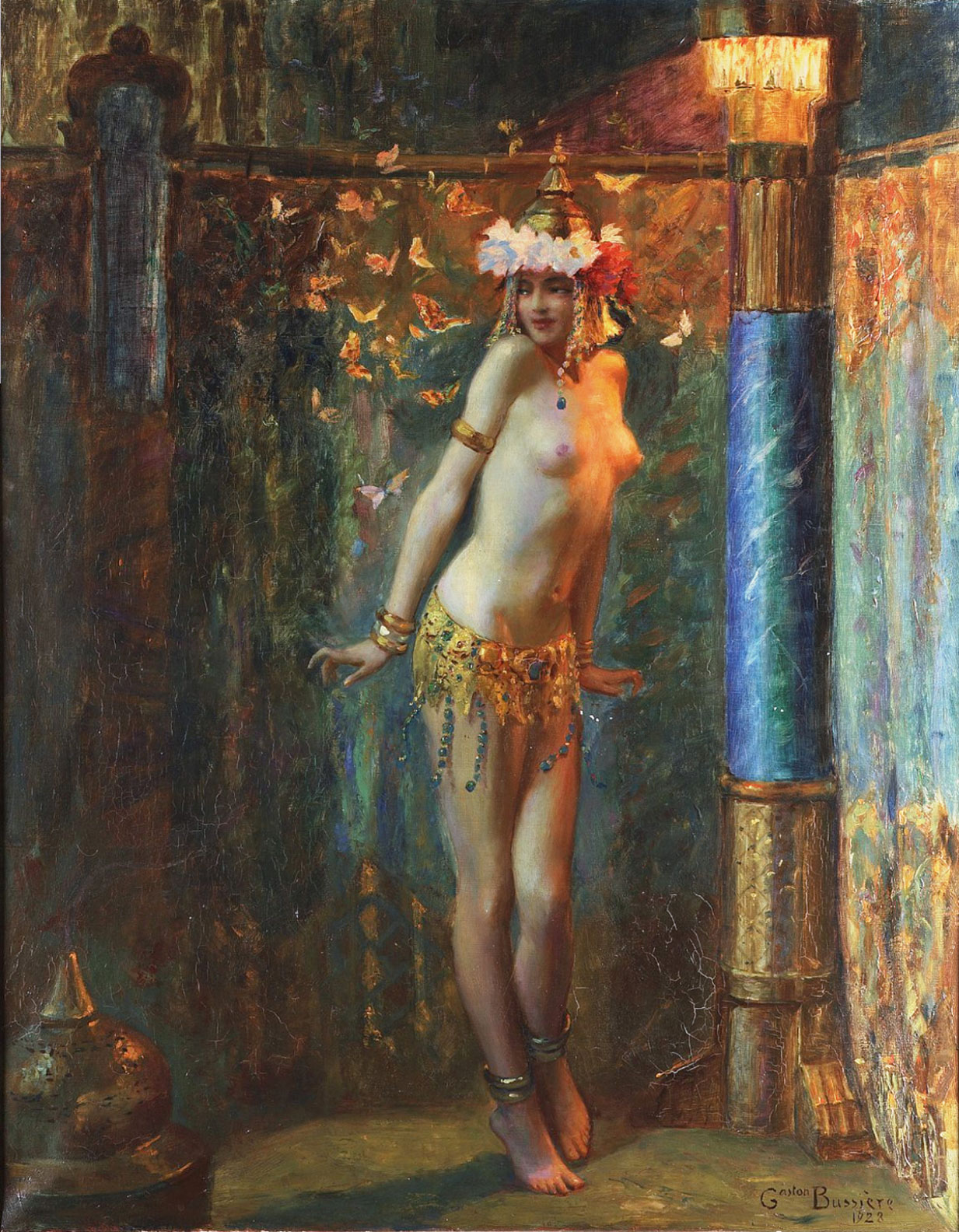
Танец Саломеи или золотые бабочки (1923)
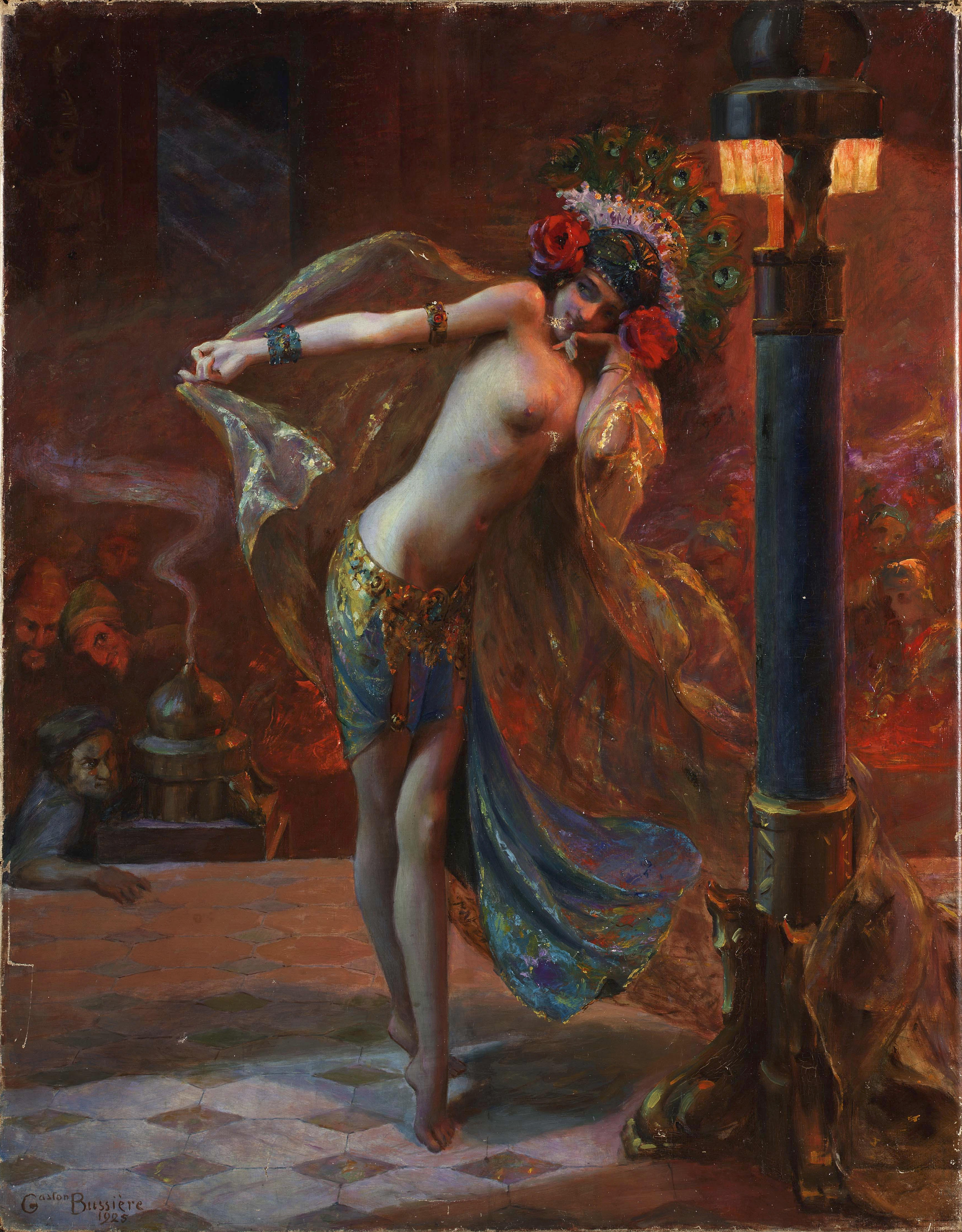
Танец семи вуалей (1925)